# Холлоуэй, Нэнси
Холлоуэй Нэнси (англ. Nancy Holloway, 11 декабря 1932 — 28 августа 2019) — американская джаз, поп и соул исполнительница. Наибольшую популярность имела во Франции в 60-е годы XX века. Родилась в Кливленде, штат Огайо, США. Фамилия при рождении Браун (Brown).
В качестве джазовой исполнительницы приобрела известность в конце 50-х годов в Европе. С 1960 года постоянно проживала во Франции. Являлась участницей парижского джазового клуба «Mars Club».

## Творчество

### Пластинки
- Nancy Holloway, 1963, Ricordi 30 RS 061 (Франция)
- Nancy Holloway (also known by the title Bye Bye), 1964, Decca 154 073 (Франция)
- Hello Dolly, late 1960s, Concert Hall, SVS 2690 (Франция)
- Nancy Holloway, 1976, Les Tréteaux, 6346 (Франция)
- Boppin' Goldies, 1982, Vogue, 015502 (Бельгия)

### Роли в кино
Снялась в фильмах режиссёров Кристиан-Жака «Джентльмен из Кокоди» (1965) и Мишеля Одиара «Вчерний крик баклана над джонками» (1970).